# Iron Soldier 2
Iron Soldier 2 est un jeu vidéo d'action sorti en 1997 sur Jaguar CD. Le jeu a été développé par Eclipse Software. Il s'agit de la suite de Iron Soldier.